# Slaar skaar - Udvalgte numre i andre versioner
Slaar skaar – Udvalgte numre i andre versioner er et remix-album fra den danske sanger og sangskriver Mikael Simpson, der blev udgivet digitalt den 1. oktober 2009. Det indeholder remixes af sange fra Simpsons fjerde studiealbum, Slaar skaar, af blandt andre Trentemøller, Troels Abrahamsen og Lulu Rouge.

## Trackliste
| #   | Titel                                                          | Længde |
| --- | -------------------------------------------------------------- | ------ |
| 1.  | "Et stød mod grund" (Mofus Mix)                                | 3:51   |
| 2.  | "Det var en lørdag aften" (Tycho Blah Version)                 | 5:29   |
| 3.  | "Slaar Skaar" (Supertroels Mix)                                | 4:58   |
| 4.  | "Koldt" (Lulu Rouge Mix)                                       | 4:28   |
| 5.  | "Venter" (Mofus Mix)                                           | 4:12   |
| 6.  | "Medicin" (Fremdrift Mix)                                      | 5:39   |
| 7.  | "Inden du falder i søvn" (Less Is More But Not Enough Version) | 2:30   |
| 8.  | "Inden du falder i søvn" (Lulu Rouge Remix)                    | 5:50   |
| 9.  | "Medicin" (Trentemøller Mix)                                   | 4:37   |
| 10. | "Vi stod lige der (Nu staar vi her)" (Asger Baden Version)     | 2:54   |
| 11. | "Slaar skaar" (Asger Baden Version)                            | 2:51   |
| 12. | "Koldt" (Ekko Mix)                                             | 3:09   |
| 13. | "Et stød mod grund" (MKLSMPSN Rmx)                             | 3:46   |